# Худяев, Сергей Иванович
Серге́й Ива́нович Худя́ев (20 августа 1934 года, село Выльгорт Сыктывдинского района Коми АССР — 24 марта 2004 года, Сыктывкар) — советский и российский учёный-математик.

## Биография
Научные интересы в области математической физики, теории горения, гидродинамики.
Доктор физико-математических наук (1974), профессор (1985). Окончил механико-математический факультет МГУ (1957), аспирантуру МГУ (1960).
С 1960 года работал в математическом отделении Института химической физики АН СССР (Черноголовское отделение).
В 1983—1990 гг. заведующий лабораторией математического моделирования.
Автор свыше 150 опубликованных трудов.
С ноября 1990 года по ноябрь 1995 года — ректор СГУ.
Профессор кафедры математического анализа СГУ.
Работы Худяева охватывают как общие вопросы теории нелинейных уравнений в частных производных, так и математическое моделирование широкого круга физико-химических и химико-технологических процессов. В ряде работ развивается исследование устойчивости и явлений самоорганизации в различных физико-химических системах.
В 1994 году Худяев избран действительным членом (академиком) Международной академии наук Высшей школы.
Почётный работник высшего профессионального образования Российской Федерации (1997).
Умер 24 марта 2004 года.